# پیاسکی (شهرستان گوستنگ)
پیاسکی (به لهستانی:  Piaski) یک روستا در لهستان است که در گمینا پیاسکی (استان لهستان بزرگ‌تر) واقع شده‌است. پیاسکی ۳٬۰۴۰ نفر جمعیت دارد.